# Treuhänderverfahren
Das Treuhänderverfahren ist eine im Versicherungsvertragsgesetz geregelte Möglichkeit des deutschen Rechts, das einer Versicherungsgesellschaft erlaubt, Vertragsbedingungen mit ihren Kunden einseitig zu ändern. Im Treuhänderverfahren stimmt nicht der Vertragspartner (Versicherungsnehmer) zu, sondern ein von der Versicherung bestellter unabhängiger Treuhänder. Dieser genehmigt die Änderungen anstelle des Vertragspartners. Der Versicherungsnehmer als Vertragspartner hat auf die Änderungen des Versicherungsvertrags keinen Einfluss.
Derartige Änderungen sind nur möglich, wenn sie durch eine gesetzliche Regelung oder vertragliche Vereinbarung zulässig sind.
Siehe auch: Treuhänder (Versicherungswesen)